# Judíos de Zamora

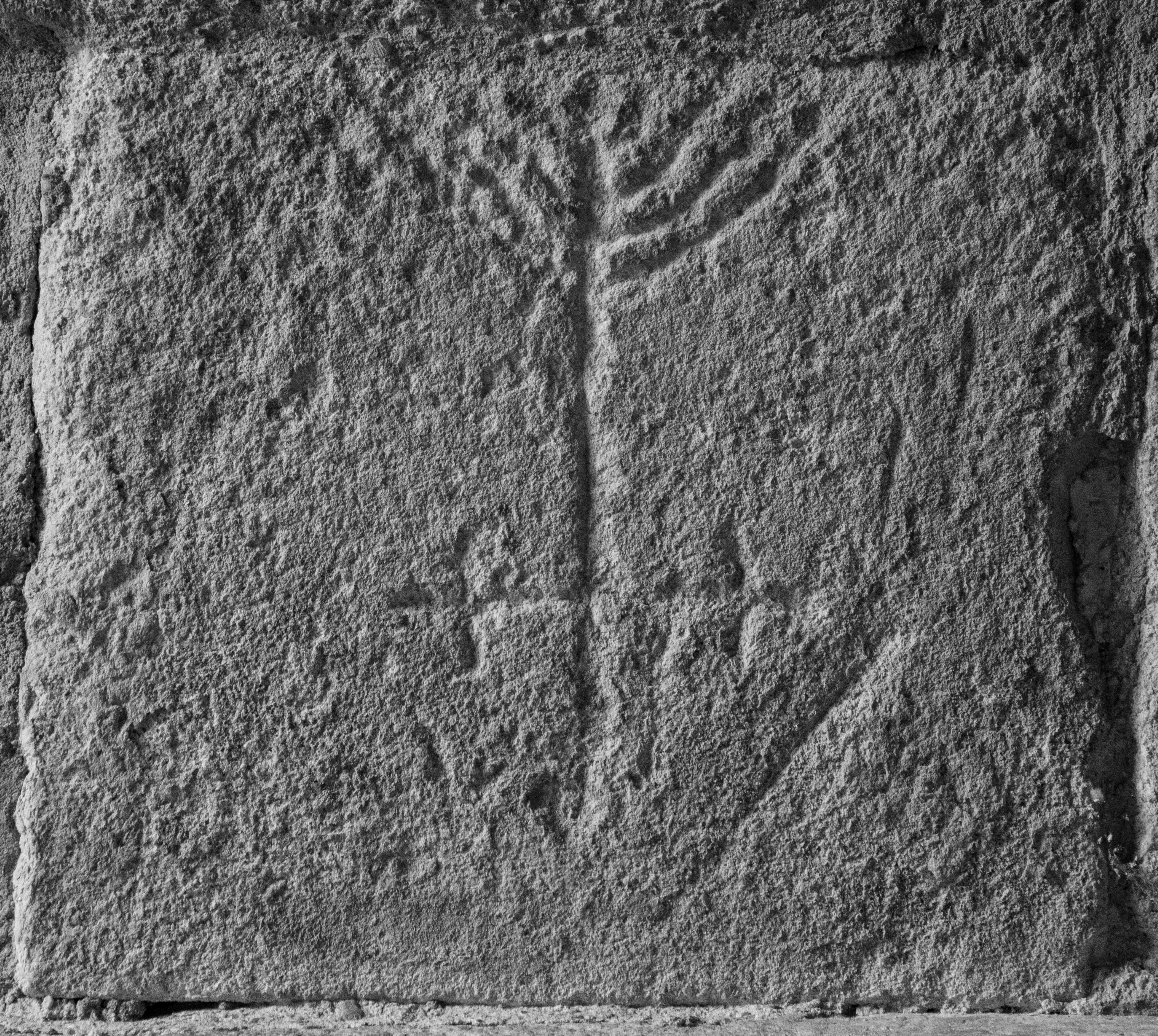
Candelabro de nueve brazos (o Januquilla) en el sillar de la Iglesia de San Pedro y San Ildefonso, identificado por el historiador Álvaro López Asensio en el año 2008.

Las primeras referencias a judíos en Zamora, España, proceden del año 1062 cuando el rey Fernando I repobló la ciudad y restauró derechos e inmunidades a la comunidad hebrea asentada en el lugar. La primera sinagoga de que se tiene noticias es del año 1094. En 1259, la iglesia reconoció a los judíos viviendo en la Puebla del Valle (hoy barrio de La Horta) organizados en una aljama; para ello, además de templo y escuela, debían seguramente tener sus propios jueces, horno, carnicería y cementerio. Es en el siglo XIII cuando se conoce al primer judío zamorano de renombre llamado Abraham ben Salomón, filósofo y cabalista, quien escribió un tratado sobre la retribución divina.
En 1313, un concilio católico restringió la convivencia entre judíos y cristianos, pero todo indica que esto no se cumplió dado el crecimiento de la población judía durante el siglo XIV. Los judíos zamoranos se especializaron en el estudio de la tradición religiosa, filosófica y mística del judaísmo así como en la educación de las nuevas generaciones. La figura más conocida en esa dirección fue Isaac ben Jacob Campantón (1360-1463), quien muy probablemente fundó la conocida Academia Rabínica donde estudiaron Samuel Valensí, Isaac Abroad II, Isaac de León, Jacob Habid y otros líderes comunitarios de los siglos XIV y XV. Es posible que tanto Abraham Saba como Isaac Arama hayan tenido sus propias academias en la ciudad.
La documentación histórica revela que los judíos de Zamora también desempeñaron oficios tales como zapateros, herreros y orfebres, entre otras artes. Igualmente poseían viñedos en los alrededores de las Peñas de Santa Susana (hoy barrio de San Lázaro) y en los bajos de Carbajales, siendo productores del llamado vino judaico, hoy conocido como Casher.
Los disturbios del año 1391 que afectaron a Sevilla, Toledo y otras ciudades no parecen haber llegado a la aljama zamorana, según Haim Beinart, debido a alto número de conversiones. Sin embargo, en los años siguientes el predicador Vicente Ferrer visitó Zamora, hospedándose en una de las juderías de la ciudad con el objetivo de predicar a los hebreos. También a Ferrer se le debe la mención durante un sermón en Salamanca de una sinagoga mayor en Zamora a inicios del siglo XV y por esos años se conoce otro templo, en este caso privado, perteneciente a la familia Benavento, ubicado en lo que sería el centro del perímetro antiguo.
De la época de las prédicas de Vicente Ferrer en la región un poeta anónimo escribió:
¡Ay de mí! A pesar de tanto llanto mío ¿no se perdona mi pecado?
Voz de gemidos en las aljamas que fueron desfallecidas, como el búfalo en las redes (...)
En Zamora, fue puesto estupor con pan de sayón enemigo, que se vanagloria (...)
Aljama de Toro, es de lodo su apartamiento, por eso mi carne está crispada (...)
Nos van matando, se nos cuenta diariamente, como ganado de la carnicería.
Oprimido mi corazón, se desgarra en mí por Benavente, ciudad de alabanza (...)
Y en el año 1412, tabernáculos en oscuridad, por no faltar a la oración

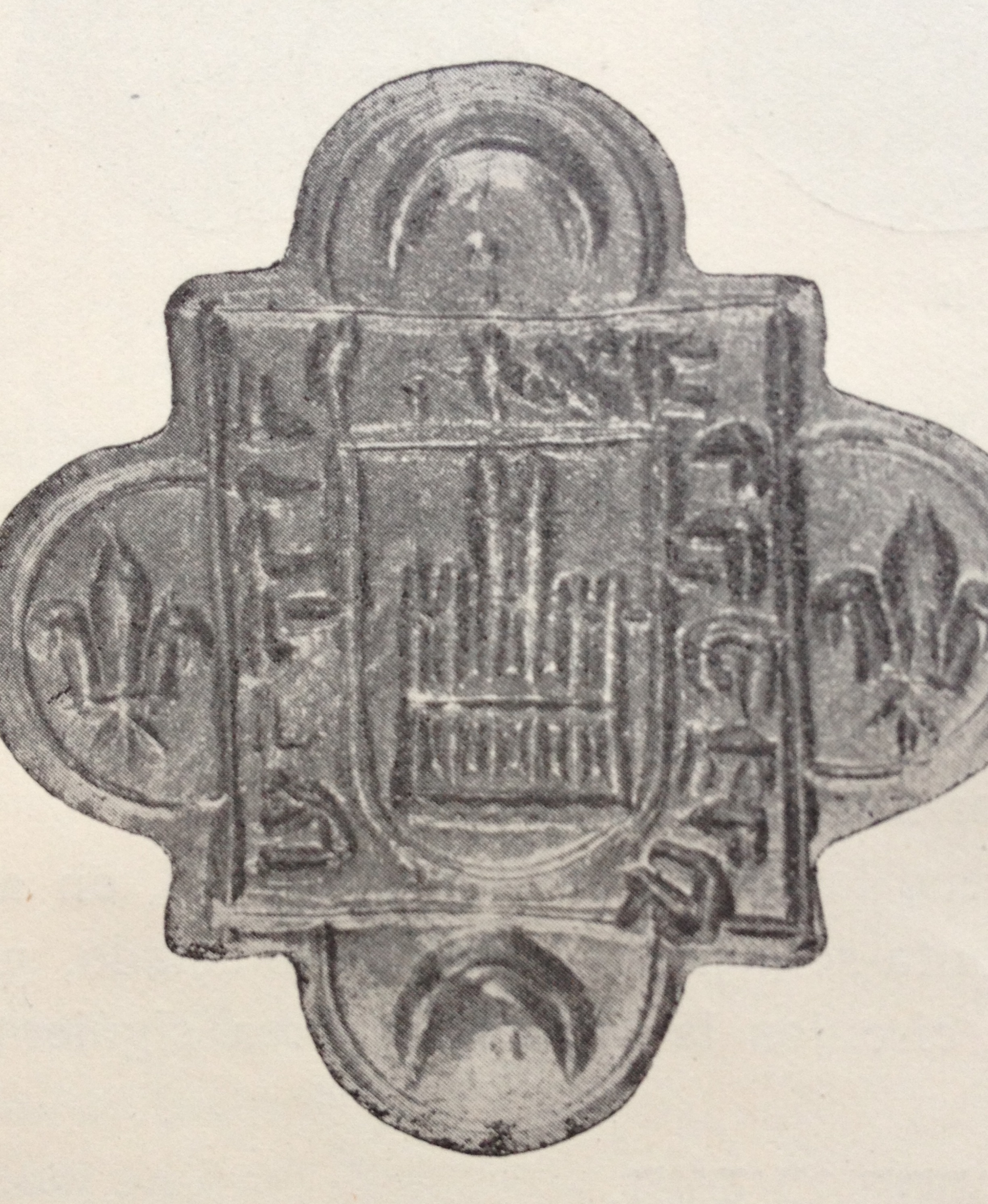
Sello de Abraham ben Mose Crudo, hallado en Toro, Zamora, en 1953. Guía del Museo Sefardí de Toledo, Ministerio de Cultura, 2011, página 156.

A finales del siglo XV, los judíos zamoranos fueron también víctima de la propaganda antijudía llevada a cabo por la Inquisición, lo cual se aprecia en varias leyendas como las del Niño de la Guardia, la profanación de una hostia por un herrero judío en su taller o el secuestro de una estatua de Jesucristo por parte de los judíos residentes en la calle Balborraz. En 1487, un predicador invadió la sinagoga mayor atacando a los presentes a la hora de los rezos, lo cual fue denunciado por Abraham Saba ante el juzgado de Valladolid.
De la judería vieja (hoy barrio de La Horta), junto al río Duero, los judíos se trasladan a mediados del siglo XV a la judería nueva (hoy barrio de La Lana), donde erigirán sinagoga mayor y escuela. Será este templo el que en 1492 es donado por los reyes Fernando e Isabel al Consejo para construir una iglesia a San Sebastián y un año después también un hospital en las casas aledañas: 

“E por la presente vos fasemos merçed, graçia e donaçion de la dicha sinoga mayor que hera de los judíos de Çamora, la qual sinoga vos damos segund es con tal condiçion que dentro de vn año conplido primero siguente en la dicha sinoga fagáys e mandéys faser vuna yglesia a honor y reverençia de señor San Sebastián.”(...)“… de la synoga que los judíos tenían en la dicha çibdad, con dos casas que a ella son anexas, para que podades faser e fagades vn espital de señor San Sevastián, en que se puedan acoger y acojan los pobres y otras miserables personas…”

De acuerdo con el historiador M. F. Ladero Quesada, el 20% de la población de Zamora era judía en 1492 y ocupaba el 14% del territorio de la ciudad antigua. Según varios documentos, 30 mil judíos pasaron por Zamora camino a Miranda do Douro, Portugal, en el verano de 1492 y tres mil por la Puebla de Sanabria, en el noroeste de la provincia, hacia Bragança, Portugal.
Según el historiador Césareo Fernandez Duro, la salida de los judíos de Zamora redujo la actividad comercial en la ciudad, comenzando su declive económico y social. En noviembre del mismo año 1492, los reyes emitieron un decreto permitiendo el regreso de los judíos que lo desearan, previa conversión en la frontera portuguesa, y nombrando a Zamora como una de las ciudades a donde podrían acudir para tales propósitos. Entre quienes regresaron estuvo el hebraísta Alfonso de Zamora, traductor, entre otros trabajos, de la Biblia Políglota. Alfonso de Zamora poco antes de fallecer en 1544 llegó a escribir que había sido el último de los sabios de Sefarad. En 1493, los reyes reclaman a las autoridades todo el oro requisado en Zamora a los judíos que abandonaron la ciudad o pasaron camino a Portugal. El dinero se usó para financiar el segundo viaje de Cristóbal Colón al Nuevo Mundo.
El historiador Carlos Carrete Parrondo documentó 21 asentamientos judíos en la actual provincia de Zamora, entre ellos se encuentran, además de la ciudad capital, Aliste, Belver de los Montes, Benavente, la La Bóveda de Toro, Cañizal, Cañizo, Castrotorpe, Castroverde de Campos, Fermoselle, Fuentelapeña, Fuentesaúco, El Maderal, San Cebrián de Castrotorafe, San Pedro de la Nave-Almendra, Toro, Venialbo, Villaescusa, Villafáfila, Villalobos y Villalpando. La documetación histórica también muestra presencia judía en Tábara.

## Evidencias arqueológicas y documentales
- Una januquilla grabada en un sillar de la Iglesia Arciprestal de San Pedro y San Ildefonso, la cual, según el historiador Álvaro López Asencio, data del siglo XII.
- Un mikvé (o baño judío) en La Hostería Real datado en el siglo XV
- Una Ketubáh (Certificado de Matrimonio) de 1447 perteneciente a la familia Saba, actualmente en la Biblioteca Nacional de Israel
- El comentario al Pentateuco de Rashi, editado en la imprenta hebrea de Zamora, circa 1487. En el colofón los impresores hermanos Samuel e Immanuel ben Musa afirman que se habían editado dos libros más de oraciones.
- Un pendiente de oro hallado en los predios del Cementerio Judío en el Bosque de Valorio en 1882 y publicado en la revista Zamora Ilustrada de ese mismo año por Cesáreo Fernández Duro.
- Un sello con inscripciones hebreas perteneciente a Abraham ben Mose Crudo, hallado en Toro en 1953.
- El cementerio judío se encuentra perfectamente localizado en el área de la entrada del Bosque de Valorio, aunque nunca se ha realizado ninguna excavación con el propósito de hallar los sepulcros.
- También varios historiadores y arqueólogos apuntan a que la construcción subterránea en Plaza Santa Lucía # 10 es la primera Sinagoga de Zamora mencionada en varios documentos históricos.